# 张汝光
张汝光（1914年—2000年3月28日），中国人民解放军将领、中国人民解放军开国少将。曾任中国人民解放军广州军区后勤部卫生部部长。
1955年，授予中国人民解放军少将。